# 竹沼ダム
竹沼ダム（たけぬまダム）は群馬県藤岡市緑埜にあるダムで、高さ27.4メートル、堤延長215メートルのアースダムである。ダム湖（人造湖）の名は竹沼（たけぬま）で高崎市域にもわたる。ダムの湛水面積は13ヘクタール、総貯水量は1034000立方メートルである。もともと、この地に竹沼という沼があり、鏑川用水建設のためにダムを新造して大規模に拡張したものである。
群馬県甘楽郡下仁田町、一級河川・利根川水系南牧川に南牧頭首工から取り入れた水を鏑川右岸の国営南1号幹線で富岡市にある大塩ダムに送水、さらに国営南2号幹線で高崎市と藤岡市との境の竹沼ダムに送水し、これらの施設から富岡市・甘楽郡下仁田町・甘楽町・高崎市・藤岡市の農地へ配水している。

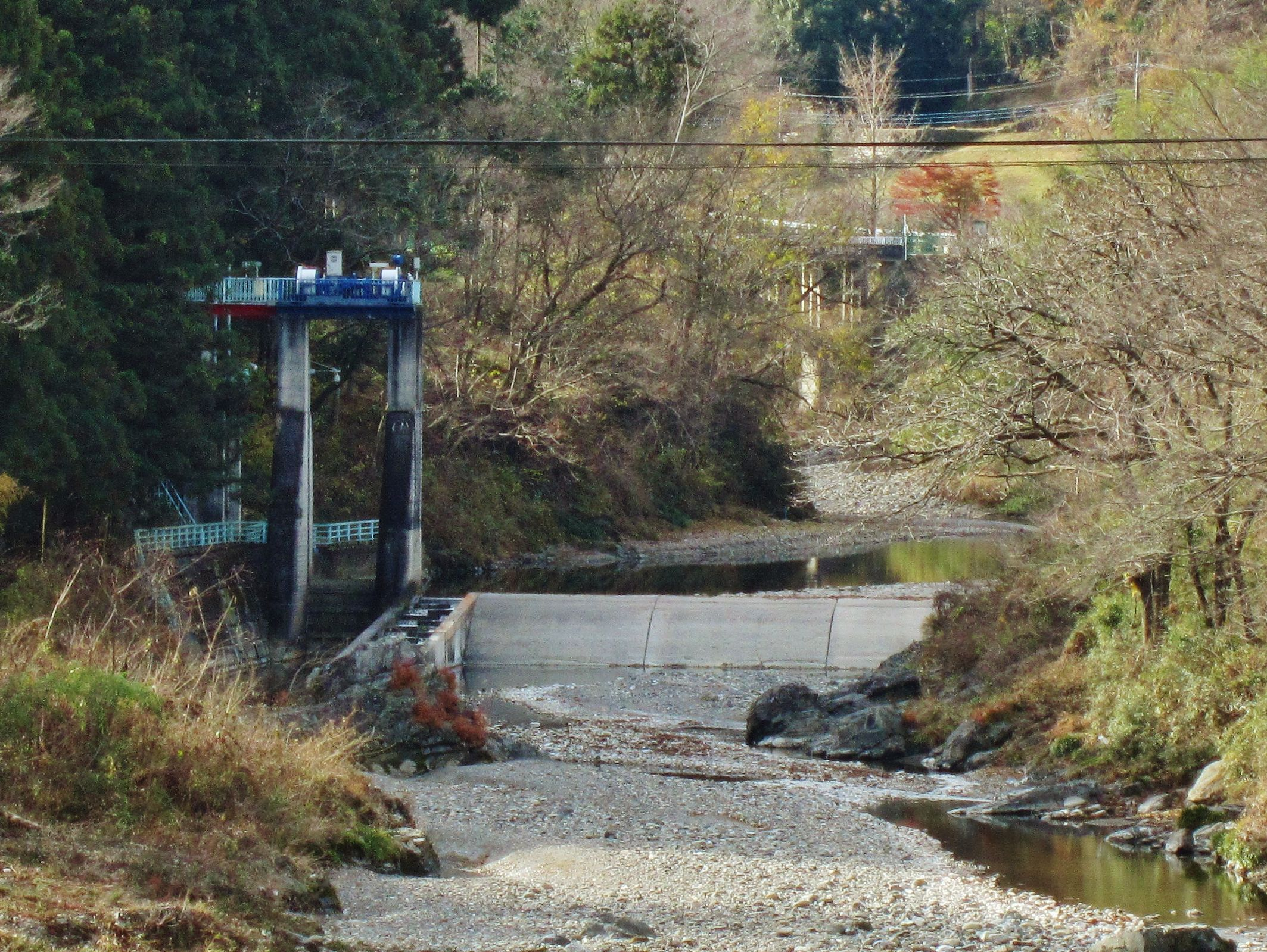
南牧頭首工（下仁田町）
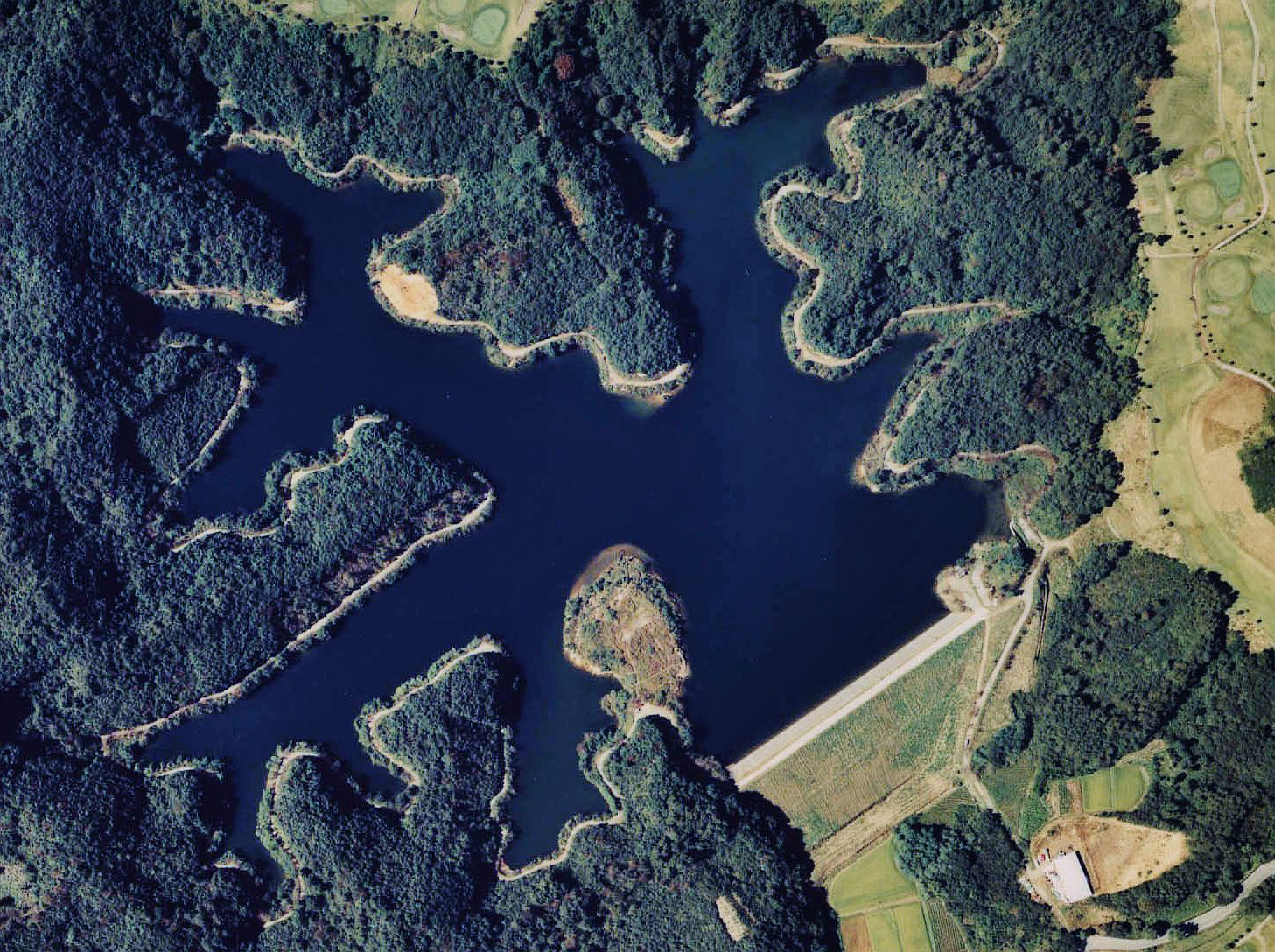
竹沼ダム[2]（高崎市・藤岡市）